# Tipula bigracilis
Tipula bigracilis är en tvåvingeart som beskrevs av Alexander 1979. Tipula bigracilis ingår i släktet Tipula och familjen storharkrankar.
Artens utbredningsområde är Ecuador. Inga underarter finns listade i Catalogue of Life.